# Semenovia pamirica
Semenovia pamirica är en flockblommig växtart som först beskrevs av Vladimir Ippolitovich Lipsky, och fick sitt nu gällande namn av Ida P. Mandenova. Semenovia pamirica ingår i släktet Semenovia och familjen flockblommiga växter. Inga underarter finns listade i Catalogue of Life.